# Plegafulles alagrís
El plegafulles alagrís (Philydor fuscipenne) és una espècie d'ocell de la família dels furnàrids (Furnariidae).